# 李慧琼

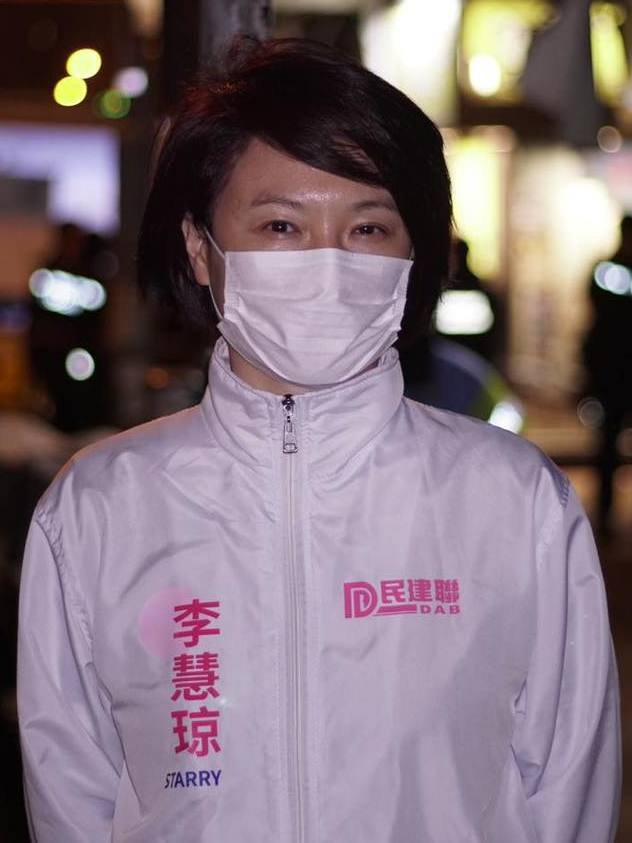
李慧琼在2021年2月9日視察被封鎖的土瓜灣落山道

李慧琼，GBS，JP（1974年3月13日—），香港政治人物，佛山市南海區丹灶鎮人，清華大學博士畢業。現任第十四屆全國人民代表大會常務委員會委員及港區全國人大代表，以及香港立法會議員（九龍中），曾任民建聯主席、中央及常務委員，以及香港九龍城區議會土瓜灣北選區議員。在2012年7月至2016年3月曾擔任行政會議非官守成員、在2012年10月至2021年12月曾擔任區議會（第二）功能界別立法會議員。現為香港教育大學榮譽教授。
李慧琼畢業於坪石天主教小學、五邑司徒浩中學及香港科技大學會計系，是香港註冊會計師，以及香港特許秘書公會會士。她是民建聯首位女性主席。

## 政壇生涯
1999年，李慧琼首次參加區議會選舉，當時25歲的她首次於九龍城區議會土瓜灣北（G13）選區參與直選並勝出，並成為當時香港最年輕的女性區議員，至2023年因專注立法會事務而不再競逐連任，結束24年的區議會生涯。
2003年區議會選舉，李慧琼在土瓜灣北（G13）選區成功連任。
她在2004年加入民主建港協進聯盟（民建聯），並隨曾鈺成名單排名第三參選2004年立法會選舉九龍西地區直選，結果未能晉身立法會。
2006年，李慧琼獲香港特別行政區政府委任為中央政策組非全職顧問。
2007年區議會選舉，李慧琼在土瓜灣北（G13）選區第三度當選。
2008年，由於港島區的民建聯前主席馬力于2007年過世，黨內重量級議員曾鈺成被派往港島區參選，於是李慧琼便排在民建聯名單首位出戰2008年立法會選舉九龍西選區，最後勝出，更成為該區之選票最高名單。值得注意的是，她在多次選舉中與不少議員一樣有同時以民建聯與建制二號工聯會的政黨聯繫參選。
2011年4月19日，李慧琼當選民建聯副主席。
2011年區議會選舉，李慧琼在土瓜灣北（G13）選區第四度當選。
2012年，李慧琼循區議會（第二）「超級區議會」功能組別競逐連任，獲277,143票，以第二高票當選。
2013年，李慧琼在特權法促政府呈免費電視發牌文件（大會修訂動議）和引用特權條例促政府提交免費電視發牌文件（內會）投反對票。
2015年4月17日，民建聯改選領導層，李慧琼當選黨主席，接替譚耀宗，成為該黨首位女主席。自2003年曾鈺成辭任主席後，民建聯再次由曾任九龍西地方選區的香港立法會議員擔任主席。
2015年香港區議會選舉，李慧琼在土瓜灣北（G15）選區第五度當選。
2016年3月17日，李辭任行政會議成員，獲行政長官梁振英接納，並委任葉國謙為行政會議成員。
2016年香港立法會選舉，李循區議會（第二）「超級區議會」功能組別競逐連任，並以304,222票，成功連任香港立法會議員，其後接替梁君彥擔任立法會內務委員會主席，而梁君彥則出任香港立法會主席。
2018年1月25日，獲委任第十三届全國政協委員。
2019年10月9日，李慧琼遞交提名報名參選2019年香港區議會選舉G16土瓜灣北選區。社會民主連線梁國雄參選應戰。最後，李慧琼以1881票取勝，比梁國雄的1538票多343票。
2021年12月19日，2021年香港立法會選舉，李慧琼從區議會（第二）「超級區議會」功能組別改到新劃出的九龍中選區出戰，並取得95,976票，力壓其他兩名對手，成爲新選舉制度後直選中的票后，成功第四度連任香港立法會議員。
2022年12月15日，李慧琼当选第十四届全国人民代表大会香港特别行政区代表。
2023年3月11日，李慧琼当选第十四屆全國人民代表大會常務委員會委員。

## 相關事件

### 利益衝突醜聞
2008年初，李慧琼代表民建聯以九龍城區議會議員的身份去信區議會小組及立法會，要求將港鐵沙中綫宋皇臺站由原來的土瓜灣道近九龍城碼頭與翔龍灣之位置遷往宋皇臺道交界，被指其在宋皇臺道附近的傲雲峰擁有物業，且為土瓜灣北選區的議員，有利益衝突之嫌。事件後來獲區議會內建制派、民協區議員及港鐵的支持，卻引起一些南土瓜灣居民包括近九龍城碼頭一帶的翔龍灣與偉恆昌新邨的居民不滿，後更成立南土瓜灣關注組以爭取權益。李慧琼又建議透過輕軌列車將位於前啟德機場用地的啟德郵輪碼頭與規劃中之沙中綫接軌。

### 被警務人員批評危害小童
2008年香港立法會選舉期間，李慧琼利用持雙程證人士及小童派發傳單，整個過程被攝錄機拍下。有警務人員批評如此做法妄顧小童安全。

### 盜用紫藤協助之援交少女資料
李慧琼曾與民建聯的經濟事務副發言人及援交問題項目負責人陳仲翔盜用援交少女之資料向外發佈了《援交調查第三期》報告，被指關心性工作者權益組織紫藤的20名援交少女資料。紫藤直斥民建聯的行為可恥，並發表嚴正聲明指出「沒有與民建聯合作任何有關援交的調查，亦為民建聯欺騙公眾、向公眾作出不誠實公告的行為感到遺憾。」李慧琼等民建聯成員指2009年6月開始展開合作關係，交流保護援交少女的看法；雙方立場不盡相同，但仍決定進一步合作，如其後共同草擬文件予警方、與警方會面和出席論壇等。李慧琼堅持不會就事件道歉，且反駁調查是民建聯跟紫藤合作調查所得，認為紫藤的「可恥論」為言過其實，並指對方的聲明措辭過份強烈，又反指從沒有表示不准引用有關資料。紫藤方面指無法接受有關解釋，重新申明對民建聯的可恥譴責維持不變。

### 種票醜聞
2009年初，電訊盈科在「種票」疑雲下通過私有化，事件引起公眾嘩然。李慧琼協助組織一批反對電盈私有化的小股東，組成「電盈小股東大聯盟」，通過遊行、抗議、新聞發佈會等不同行動，促請特區政府嚴肅處理事件，並要求證監介入，徹查「種票」疑雲，還小股東一個合理交代。香港高等法院在初判決電盈勝訴，批准私有化進行，令不少人大失所望。其後證監會及小股東隨即提出上訴，香港高等法院上訴法庭三位法官對私有化背後動機等提出多項質疑，最終否決了私有化建議，全體股東獲派一點三元特別股息。立法會議員李慧琼亦有到庭旁聽，並歡迎法庭裁決，認為是平衡了各方面的訴求。李慧琼希望證監會繼續調查電盈私有化過程中，是否有人違反《證券及期貨條例》，以及追查是否有幕後黑手。總結事件，李慧琼認為除了應重新考慮《公司條例》中的「數人頭」規定如何達至立法原意外，當局亦應就衍生工具的銷售等方面如何加強對投資者的保障，進行檢討，另外，在企業管治方面，她認為獨立非執行董事的角色可以做得更多。

### 2016年香港立法會選舉捲入掌心雷事件
於2016年香港立法會選舉，有護老院被發現操控長者投票予李慧琼。社總於選舉當日派出監察隊到不同護老中心，監察安老院操控長者投票的問題。其中土瓜灣順恩護老中心向院內長者大派發民建聯「卡片掌心雷」，再派青年裝扮成親人帶到票站投票。有長者受訪時直認是在院舍職員要求下投票予民建聯候選人（九龍西：蔣麗芸／超區：李慧琼）。記者其後到順恩查詢，院長直認有教長者投票，大叫「係呀！我犯法呀！出去告我呀！」，又推撞及襲擊記者。
另外，有九龍東長者向《蘋果》投訴，指汕尾同鄉會要求長者提供個人資料和填報是否選民，然後逐一送贈價值70元的禮品包，提醒他們於投票日投票支持九東5號候選人謝偉俊和參選超區的802號民建聯李慧琼，更向他們提供寫上「5 802」數字，以防長者忘記。汕尾市同鄉總會截稿前未有回覆查詢；派發地點的職員則全程以「乜嘢都唔知」回應指控。

### 逃犯條例修訂
2019年，政府提交《逃犯條例》修訂草案，容許在內地和香港同時犯案的港人被移送到內地。草案備受爭議，大量民意反對或遲疑，害怕當局藉此打壓言論自由和危害港人安全。
5月，民主派議員因不滿立法會秘書長陳維安越權協助建制派硬推修例，去信身為立法會內務委員會主席李慧琼，要求提出譴責陳維安的動議後，但遭李慧琼以需尋求外間法律意見為由，暫緩處理。其後民主派議員狠批做法不合會議常規，因為議員以往提出不信任動議時，也毋須徵詢外間法律意見，質疑做法是想包庇陳維安。
6月16日前，民建聯在李慧琼領導下一直支持修例，漠視反對意見。但6月16日政府宣布暫緩修例後，民建聯立場馬上180度改變，認為不應該修例。突然改變立場令人質疑民建聯和李慧琼只顧為行政長官林鄭月娥護航，無視市民擔心，也無視中央政府意願。

### 內會副主席之爭
2020年5月8日，李慧琼在立法會教育事務委員會會議結束後，走到主席台，由當時主持會議的教育事務委員會主席葉劉淑儀，將主席的位置讓給李慧琼坐下。多名民主派議員不滿，衝上台前，但被一批戴上黑色手套的保安及工作人員阻止，他們與數名建制派議員圍著主席台，不讓民主派議員接近。泛民議員上前往主席台，被立法會保安包圍。
5月18日，李慧琼在混乱的立法會內務委員會主席選舉中，全取建制派40票，連任內會主席。

### 國歌條例立法
2020年5月12日，政務司司長張建宗去信民建聯立法會議員李慧琼，希望李能在5月27日恢復《國歌法》等十條法案的二讀辯論，更指希望能優先處理《國歌法》。隨後李慧琼對張建宗的提議表示同意。

### 批評政府健康碼推出慢
因2019冠狀病毒病疫情，香港和內地先後頒布對入境人士實施14天強制檢疫隔離的安排，拖累香港和內地經濟交流。香港特區政府數月以來一直不時放出消息，說將有「港版健康碼」推出與廣東省和澳門進行互相豁免長達28日的強制檢疫隔離安排，但是始終沒有消息。2020年6月19日，立法會內會主席李慧琼透露，日前與政務司司長張建宗會面時，張建宗透露香港的健康碼技術開發接近完成，計劃將於廣東省及澳門以先導形式試行，容許有限數目人士在指定條件下，獲豁免檢疫往來三地。李慧琼表示，明白議員對於張建宗的回應仍感不滿，包括對於港版健康碼的推行時間、額度、收費沒有具體回應，下次會面時會反映上述意見。2020年6月24日，李慧琼議員口頭質詢時批評政府計劃推出「港版健康碼」的消息已有一段時間，惟一直「只聞樓梯響」。

### 前女助理選舉舞弊
2021年5月13日，西九龍法院裁決李慧琼的一名前女助理選舉舞弊罪成，她涉嫌與三名海麗邨居民串謀，利誘居民在2018年立法會西九龍區補選中，投票予同屬民建聯的鄭泳舜。

## 外部連結
- 立法會投票紀錄（立法會會議日期，投票結果及會議過程紀錄（页面存档备份，存于））
- 李慧琼個人網站
- 李慧琼Facebook專頁 （页面存档备份，存于）

| 政黨職務       | 政黨職務                                                     | 政黨職務                                                             |
| -------------- | ------------------------------------------------------------ | -------------------------------------------------------------------- |
| 前任： 譚耀宗  | 民主建港協進聯盟主席 · 2015年—2023年                         | 繼任： 陳克勤                                                        |
| 議會席位       |                                                              |                                                                      |
| 香港特別行政區 |                                                              |                                                                      |
| 新頭銜         | 九龍城區議會 土瓜灣北選區區議員 2000年1月1日－2023年12月31日 | 繼任： 末任，土瓜灣北選區改稱九龍城北選區， 並放棄連任，由關浩洋繼任 |
| 前任： 梁君彥  | 香港立法會內務委員會主席 2016年—                             | 現任                                                                 |